# Симидзу, Итиё
Итиё Симидзу (яп. 清水市代 Симидзу Итиё, родилась 9 января 1969) — сильнейшая сёгистка 1990-х и 2000-х годов, единственная обладательница 7 женского дана, 2-я королева-мэйдзин, 1-я королева ои, 1-я королева Курасики тока, 2-я королева осё, 43 титула. Ученица Тосио Такаянаги, 9 дана. Состоит в NSR.
Свой первый титул (Мэйдзин-и) Симидзу завоевала в возрасте 18 лет. В сезоны 1996 и 1998 годов владела всеми четырьмя женскими коронами, имевшимися в то время (в мужских сёги аналогичного результата — «большого шлема» — в сезоне 1995 года добился Ёсихару Хабу). Симидзу непрерывно владела хотя бы одним титулом с 1991 до конца 2009 года, когда последний титул у неё отвоевала Кана Сатоми.
Входит в женскую часть «поколения Хабу».

## Разряды по сёги
- 1985: 2 женский кю
- 1986: 1 дан
- 1987: 2 дан
- 1988: 3 дан
- 1992: 4 дан
- 1995: 5 дан
- 1996: 6 дан
- 2020: 7 женский дан (единственная из сёгисток, достигшая этого разряда)[1]

## Титулы
| Титул         | Сезоны завоеваний титула                     | Число титулов |
| ------------- | -------------------------------------------- | ------------- |
| Мэйдзин-и     | 1987, 1989, 1994—1998, 2003—2004, 2008       | 10            |
| Дзёрю-осё     | 1991, 1993, 1996, 1998, 2000—2001, 2007—2009 | 9             |
| Дзёрю-ои      | 1993—1996, 1998—2006, 2009                   | 14            |
| Курасики тока | 1994—2000, 2004—2005, 2007                   | 10            |

- Всего главных титулов: 43 (2-й результат в истории женских сёги, после Каны Сатоми)
- Участий в финалах: 71
- Некоронных титулов: 11[3]